# Bureaumetafoor

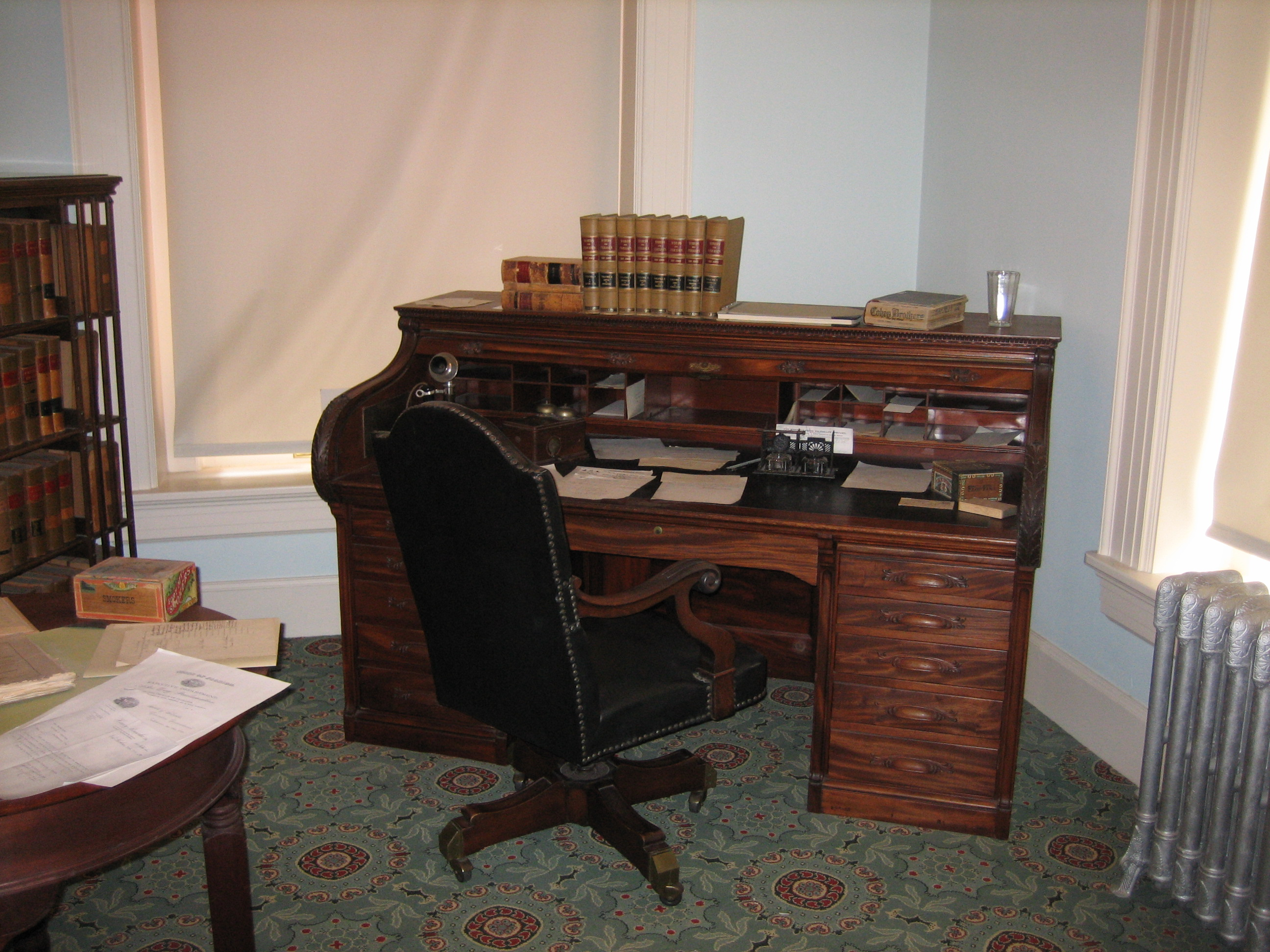
Een klassieke schrijftafel

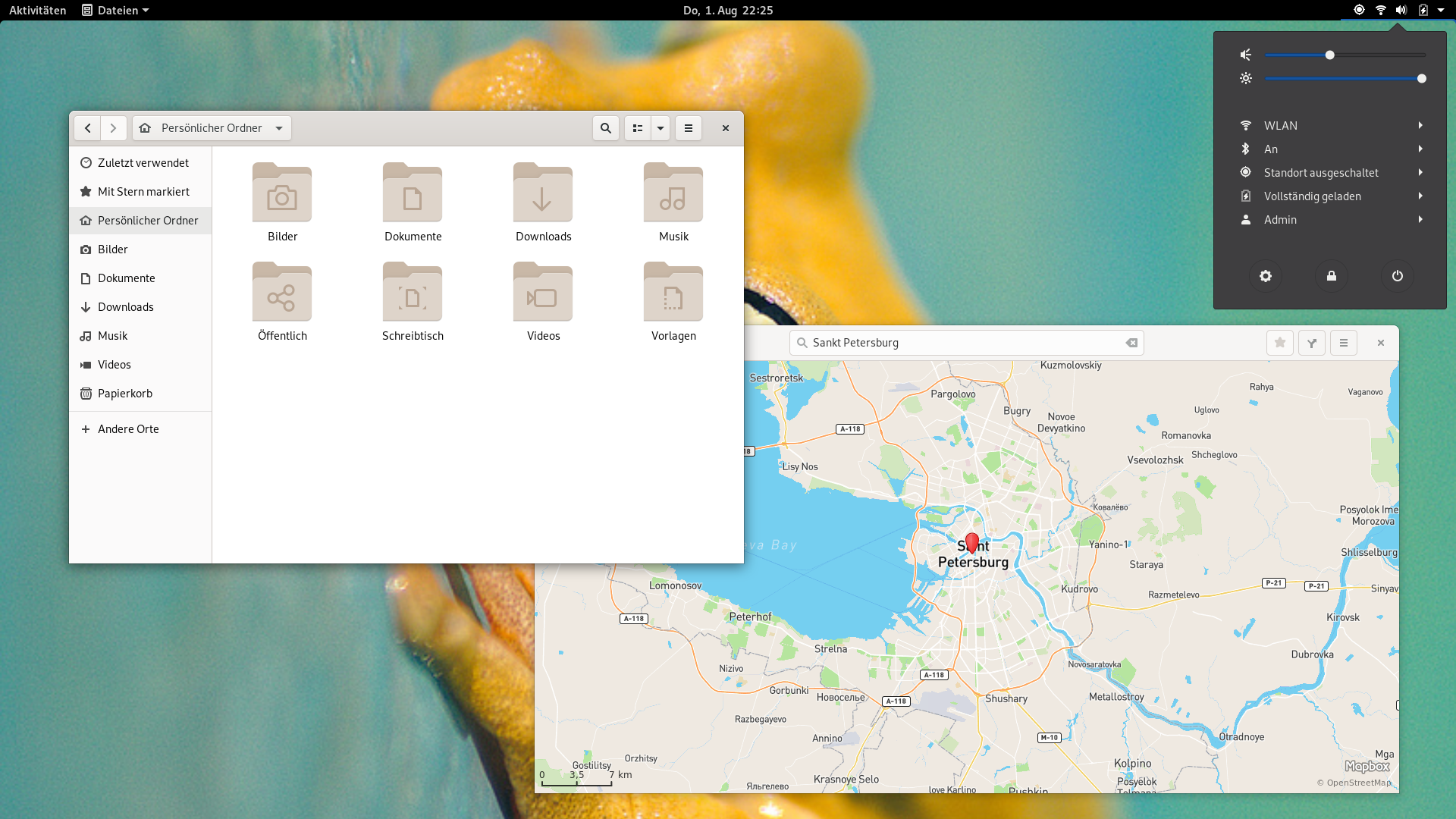
Schermafdruk van een GNOME-bureaublad

In de bureaumetafoor worden de functies en gegevens van een computersysteem gepresenteerd volgens de beeldspraak van een  schrijftafel of een compleet kantoor met meubilair, documenten, kantoormachines etc. Deze beeldspraak werd voor het eerst in praktijk gebracht in het 8010 Star Information System van Xerox in 1981 en is sindsdien toegepast in vele populaire grafische gebruikersomgevingen, zoals in macOS, Windows en GNOME.
In haar oorspronkelijke vorm stelt deze metafoor de informatie, gerepresenteerd door documenten, centraal. De gebruiker activeert (opent) een document, en start zo impliciet het programma dat bij het type informatie hoort. Documenten worden opgeslagen in mappen, die zelf ook weer kunnen worden georganiseerd in mappen. Soms wordt het programma (de bestandsbeheerder) waarmee de gebruiker dit kan doen gerepresenteerd als een ladekast. In de prullenbak belandt alle informatie die gewist wordt. Op het bureaublad slingeren niet-gearchiveerde documenten rond.
De gebruiker wordt op deze manier geconfronteerd met een herkenbare omgeving die de techniek grotendeels onder de 'motorkap' verbergt. Gebruikersinterfaces van dit type zijn daardoor makkelijk te leren.
Er kleeft ook een probleem aan dit gemak. Doordat de gebruiker niet hoeft te weten welk programma bij welke informatie hoort, heeft hij ook weinig kennis van en invloed op het mechanisme achter deze koppeling. Dit kan om commerciële of malafide redenen misbruikt worden, door de gebruiker programma's te laten uitvoeren waar hij niet voor gekozen heeft.